# Friedrichsruhe
Friedrichsruhe es un municipio situado en el distrito de Ludwigslust-Parchim, en el estado federado de Mecklemburgo-Pomerania Occidental (Alemania), a una altitud de 49 metros. Su población a finales de 2016 era de 880 habs. y su densidad poblacional, 25 hab/km².

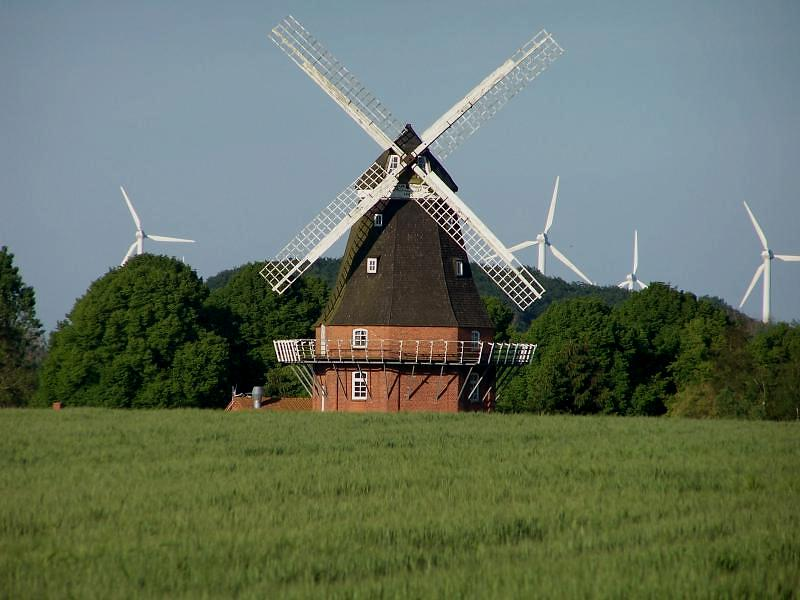
Molinos de Friedrichsruhe

Se encuentra ubicado junto a la frontera con el distrito de Mecklemburgo Noroccidental.